# Aquest sentiment incert
Aquest sentiment incert (That Uncertain Feeling) és una pel·lícula de comèdia estatunidenca de 1941 dirigida per Ernst Lubitsch i protagonitzada per Merle Oberon, Melvyn Douglas i Burgess Meredith. La pel·lícula tracta sobre l'esposa avorrida d'un venedor d'assegurances que coneix un pianista excèntric i busca el divorci. El guió de Walter Reisch i Donald Ogden Stewart es va basar en l'obra francesa de 1880 Divorçons de Victorien Sardou i Émile de Najac.

## Argument
A proposta d'una de les seves amigues, Jill Baker visita el psicoanalista Dr. Vengard pels seus singlots intermitents, que apareixen quan es posa nerviosa o s'irrita. Aviat la fa qüestionar-se el seu matrimoni abans feliç amb el seu marit executiu de negocis, Larry.
Un dia, a la sala d'espera de Vengard, la Jill coneix un pianista molt estrany i individualista, Alexander Sebastian. Es considera el millor del món quan toca per a un sol oient, però té problemes per actuar davant d'un gran públic. Finalment, el convida a un sopar important per als possibles compradors d'assegurances de Larry. Quan Larry s'adona que la Jill està enamorada d'en Sebastian, ell li concedeix un divorci amistós, en el qual Larry està representat per un advocat anomenat Jones la secretària del qual és Sally Aikens.
La Jill es compromet amb Sebastian, però després d'assabentar-se que Larry està veient una dona atractiva, s'adona que encara estima el seu exmarit. Quan ella visita el seu apartament per reconciliar-se amb ell, ell va a l'habitació del costat i parla en veu alta, fent veure que Sally Aikens és a l'habitació i que és la seva xicota. El seu engany es revela quan la Sally entra a l'apartament mentre ell es troba a l'habitació del costat trencant una cita per sopar amb la "Sally" consternada (els seus suposats crits d'angoixa expressats per Larry). La Jill torna amb en Larry i el seu singlot s'esvaeix per sempre.

## Repartiment
- Merle Oberon com a Jill Baker
- Melvyn Douglas com a Larry Baker
- Burgess Meredith com a Alexander Sebastian
- Alan Mowbray com el Dr. Vengard
- Olive Blakeney com a Margie Stallings, amiga de Jill
- Harry Davenport com Jones, l'advocat de Larry
- Sig Ruman com el Sr. Kafka, el possible client de Larry
- Eve Arden com Sally Aikens
- Richard Carle com el majordom

## Recepció
La pel·lícula va ser un fracàs a taquilla.

## Premis i reconeixements
Werner R. Heymann va ser nominat a l'Oscar a la millor banda sonora de pel·lícula dramàtica o comèdia.